# 呼兰河传
《呼兰河传》，中国现代女作家萧红的长篇小说。1940年完稿于香港，1941年，由桂林河山出版社出版。小说分为7章，由茅盾作序。
《呼兰河传》以萧红的故乡生活为原型。结构不同于一般小说，各章故事相对独立，没有主角人物，也没有故事主轴。

## 发表经过
根据现有资料，《呼兰河传》大约开始写于1937年12月。1937年抗日战争淞沪会战爆发后，萧红、萧军等作家逃离上海来到内陆武汉，期间萧红在武昌小金龙巷写就第一和第二章。随着抗日战争的扩大化以及萧红自身的各种遭遇，这一期间小说创作几乎停滞。1940年1月，萧红抵达香港，同年8月《呼兰河传》的创作得以继续，并于12月20日完稿。
《呼兰河传》首先于1940年9月1日至12月27日在《星岛日报》副刊《星座》上连载。1941年5月30日，《呼兰河传》首次经由桂林上海杂志出版公司出版。之后陆续有1943年6月桂林河山出版版本、1947年上海寰星书店出版版本、1954年5月上海新文艺出版社版本、1979年12月黑龙江人民出版社版本以及1998年哈尔滨出版社版本。小说的英文译本于1979年美国汉学家葛浩文译，印第安纳大学出版社出版（Tales of Hulan River）。